# Obserwabla
Obserwabla – operator hermitowski (samosprzężony) definiowany w mechanice kwantowej, reprezentujący pewną mierzalną wielkość fizyczną.
Przydatność operatorów hermitowskich wynika stąd, że ich wartości własne są liczbami rzeczywistymi i z tej racji mogą określać wyniki pomiarów fizycznych.
Zgodnie z postulatami mechaniki kwantowej
- każdej wielkości fizycznej odpowiada pewien operator hermitowski
- wartości własne danego operatora są jedynymi możliwymi wartościami, jakie można otrzymać w pomiarze wielkości fizycznej, której odpowiada ten operator.

Jeżeli operator ma dyskretny zbiór wartości własnych, to oznacza, że wartości mierzalne są dyskretne (skwantowane).
Jeżeli dwa operatory (obserwable) nie komutują ze sobą, to odpowiadających im wielkości fizycznych nie da się zmierzyć jednocześnie.

## Pomiar a operator pomiaru
Aktowi pomiaru wykonanemu na układzie kwantowym odpowiada w formalizmie mechaniki kwantowej zadziałanie operatorem (obserwablą) na wektor stanu {\displaystyle |\psi \rangle ,} przypisany temu układowi (przy czym postać wektora {\displaystyle |\psi \rangle } zależy od stanu układu i jego rodzaju). W wyniku otrzymuje się zbiór wartości własnych i funkcji własnych tego operatora. Wartości własne tworzą zbiór możliwych wartości, jakie można uzyskać w realnym pomiarze. Wektorom własnym odpowiadają stany, jakie układ może przyjąć po pomiarze. Aby dany operator {\displaystyle {\hat {A}}} był obserwablą, jego wektory własne muszą tworzyć bazę przestrzeni Hilberta – wtedy każdy wektor stanu przestrzeni Hilberta można rozłożyć w tej bazie. Np. jeżeli {\displaystyle |a\rangle } są wektorami własnymi operatora {\displaystyle {\hat {A}},} to
{\displaystyle {\hat {A}}|a\rangle =a|a\rangle }
gdzie {\displaystyle a} – wartość własna, odpowiadająca wektorowi własnemu {\displaystyle |a\rangle .}

### Ciągłe widmo wartości własnych
Gdy wektory własne operatora tworzą zbiór ciągły (tzw. widmo ciągłe), to można rozłożyć wektor stanu {\displaystyle |\psi \rangle } w bazie wektorów {\displaystyle |a\rangle } następująco:
{\displaystyle |\psi \rangle =\int \limits _{-\infty }^{\infty }\mathrm {d} a\,|a\rangle \langle a|\psi \rangle }
Wtedy gęstość prawdopodobieństwa otrzymania w pomiarze wartości własnej {\displaystyle a} jest równa
{\displaystyle \rho =|\langle a|\psi \rangle |^{2}}
Np. operatory pomiaru położenia cząstki swobodnej czy pomiaru jej pędu mają widmo ciągłe.

### Dyskretne widmo wartości własnych
Gdy wektory własne {\displaystyle |a_{i}\rangle } operatora tworzą zbiór dyskretny (tzw. widmo dyskretne), to można rozłożyć wektor stanu {\displaystyle |\psi \rangle } w bazie wektorów {\displaystyle |a\rangle } następująco:
{\displaystyle |\psi \rangle =\sum \limits _{i}\,|a_{i}\rangle \langle a_{i}|\psi \rangle }
Prawdopodobieństwo otrzymania w pomiarze wartości własnej {\displaystyle a_{i}} jest równe {\displaystyle P_{i}=|\langle a_{i}|\psi \rangle |^{2}.}

## Reprezentacja macierzowa obserwabli
Operator hermitowski o wartościach własnych tworzących zbiór dyskretny można przedstawić w postaci macierzy hermitowskiej.
Np. operatorowi pomiaru spinu cząstki w kierunku {\displaystyle x} (prostopadłym do kierunku zewnętrznego pola magnetycznego) odpowiada macierz
{\displaystyle S_{x}={\frac {\hbar }{2}}{\begin{pmatrix}0&1\\1&0\end{pmatrix}}}
Operatorowi pomiaru energii całkowitej cząstki (operatorowi Hamiltona), momentu pędu odpowiadają także macierze hermitowskie.

## Wartość średnia pomiaru
Wartość średnią operatora {\displaystyle {\hat {A}}} w unormowanym stanie kwantowym {\displaystyle |\psi \rangle ,} opisywanym przez funkcję falową {\displaystyle \psi (x),} oblicza się następująco
{\displaystyle \langle {\hat {A}}\rangle =\langle \psi |{\hat {A}}|\psi \rangle =\int _{R^{3}}\mathrm {d} ^{3}x\psi ^{*}(x){\hat {A}}\psi (x)}
Natomiast wartość obserwabli w danym stanie własnym {\displaystyle |a\rangle } wyznacza się, rozwiązując zagadnienie własne:
{\displaystyle {\hat {A|}}a\rangle =a|a\rangle }
gdzie {\displaystyle a} jest wartością własną operatora {\displaystyle {\hat {A}}.} Dla obserwabli jest to liczba rzeczywista.
Wartości własne mogą być zdegenerowane, tzn. jednej wartości własnej odpowiada kilka liniowo niezależnych wektorów własnych.
Dla operatorów o widmie dyskretnym zamiast całki mamy sumę.

## Obserwable niekomutujące
Istotna różnica między mechaniką klasyczną a kwantową leży w stwierdzeniu, iż niektóre wielkości fizyczne nie mogą być mierzone jednocześnie. Wielkościom tym w mechanice kwantowej odpowiadają operatory, które nie komutują ze sobą, tzn. ich komutator jest różny od zera,
{\displaystyle [{\hat {A}},{\hat {B}}]={\hat {A}}{\hat {B}}-{\hat {B}}{\hat {A}}\neq 0}
Np. komutator operatorów pomiaru położenia cząstki i jej pędu w tym samym kierunku wynosi
{\displaystyle [{\hat {x}},{\hat {p}}_{x}]=\mathrm {i} \hbar }
co oznacza, że nie da się jednocześnie zmierzyć precyzyjnie położenia i pędu cząstki. Wynik ten stanowi podstawę zasady nieoznaczoności Heisenberga.